# ポルト・ド・ヴァンセンヌ駅
座標: 北緯48度50分50秒 東経2度24分28秒 / 北緯48.84722度 東経2.40778度
ポルト・ド・ヴァンセンヌ駅（―えき、Porte de Vincennes）とは、フランス・パリ12区と20区に跨って存在するパリメトロ1号線の駅である。

## 駅構造
開業時は2面4線の島式ホームだったが、途中駅となって以降は外側二線を埋め、2面2線の相対式ホームとなった。

## 歴史
- 1900年7月19日 - 1号線の終着駅として開業。
- 1934年5月 - シャトー・ド・ヴァンセンヌ駅までの延長に伴い途中駅となる。

## 隣の駅
パリメトロ
■1号線
ナシオン駅 - ポルト・ド・ヴァンセンヌ駅 - サン＝マンデ駅